# قتال في البورصة (فلم)
قتال في البورصة هو مسلسل في ستة أجزاء من أفلام الجريمة التلفيزيون البريطاني، بث لأول مرة في 6 مارس 1987، التي بثت على ITV. السلسلة مركّزة على مشرف المخبر لانس ثورن (جون دوتين) التي تحقق في مقتل أحد كبار الأغنياء ، الذي موته يكشف شبكة خداع في العالم على ارتفاع عال من الخدمات المصرفية ، حيث الغيرة و الشهوة تنتشر بين المشتبه بهم. السلسلة كتبت من قبل  بول ابليمان والتي نَتجتها  تلفزيون أنجيليا .

## الممثلون
- جون دوتين في دور ديت. سوبت. لانس ثورن
- غافان أوهيرليهي في دور دان ميتلاند
- تيم وودوارد في دور جون المجال
- ليسا لوكفورد في دور ميليسنت ثورن
- جاين فيليبس كما إيزابيل ميكبيس
- تشارلي دوري في دور نعمة المجال
- كينيث فارينجتون في دور السيد موريسون
- جاي غريفيث في دور ديانا
- كيم طومسون في دور كيت ماكريني
- جوس أكلاند في دور سير ماكس سيلمان
- آدم بلاكوود في دور الرقيب بلانتين
- ايفون بونامي في دور نينا نوفوتني
- لورا فين في دور  كل مجال

## الحلقات
| الحلقة | العنوان    | كتبه        | إخراج         | تاريخ البث الأصلي |
| 1      | "الحلقة 1" | بول ابليمان | غراهام إيفانس | 6 مارس 1987       |
| 2      | "الحلقة 2" | بول ابليمان | غراهام إيفانس | 13 مارس 1987      |
| 3      | "الحلقة 3" | بول ابليمان | غراهام إيفانس | 20 مارس 1987      |
| 4      | "الحلقة 4" | بول ابليمان | غراهام إيفانس | 27 مارس 1987      |
| 5      | "الحلقة 5" | بول ابليمان | غراهام إيفانس | 3 أبريل 1987      |
| 6      | "الحلقة 6" | بول ابليمان | غراهام إيفانس | 10 أبريل 1987     |
| ------ | ---------- | ----------- | ------------- | ----------------- |

## وصلات خارجية
- مقالات تستعمل روابط فنية بلا صلة مع ويكي بيانات